# Alfeld
 Ikke at forveksle med Alfeld (Mittelfranken).
Alfeld er en by og kommune i det centrale Tyskland, beliggende ved floden Leine i den sydlige del af Landkreis Hildesheim. Denne landkreis ligger i den sydlige del af delstaten Niedersachsen.

## Geografi
Alfeld er beliggende i Leinebergland mellem Leine mod vest og højdedraget Sieben Bergen (op til 395 moh.) mod nordøst. Det omliggende bjergland kaldes Alfelder Bergland eller Ith-Hils-Bergland og er op til 480 moh.

### Nabokommuner
Alfelds nabokommuner er amterne (med uret fra nord) Gronau, Sibbesse, Freden, Delligsen (kommune i Landkreis Holzminden) og Duingen.

### Inddeling
I Alfeld findes følgende bydele og landsbyer: Brunkensen, Dehnsen, Föhrste, Eimsen, Gerzen, Godenau, Hörsum, Imsen, Langenholzen, Limmer, Lütgenholzen, Röllinghausen, Sack, Warzen, Wettensen und Wispenstein.

## Byens historie og seværdigheder
Alfeld blev grundlagt i 1214 og har en række gamle seværdigheder. Blandt andet kan nævnes byens gamle rådhus (fra 1586) med et ottekantet tårn, St. Nicolai Kirche og middelaldertårnet Fillerturm. Nær byen finder man udover Sieben Berge, også bjerghulen Lippoldshöhle, hvor en legendarisk røverridder siges at have haft sit bosted.

## Arkitektur
Byen er kendt indenfor arkitekturen for et af Walter Gropius første værker; I 1911 tegnede han Fagusverket, den første fabriksbygning hvor væggene bestod af store glasflader. I 2011 blev bygningen optaget på UNESCOs liste over verdens kulturarv.